# Platymetopius tortuosus
Platymetopius tortuosus är en insektsart som beskrevs av Dlabola 1963. Platymetopius tortuosus ingår i släktet Platymetopius och familjen dvärgstritar. Inga underarter finns listade i Catalogue of Life.